# Lijst van voetbalinterlands Burkina Faso - Swaziland
Deze lijst van voetbalinterlands is een overzicht van alle officiële voetbalwedstrijden tussen de nationale teams van Burkina Faso en Swaziland. De Afrikaanse landen hebben tot op heden vier keer tegen elkaar gespeeld. De eerste ontmoeting was een vriendschappelijke wedstrijd op 17 januari 2013 in Nelspruit (Zuid-Afrika). Voor Burkina Faso was dit een oefenwedstrijd in de voorbereiding op de Afrika Cup 2013. Het laatste duel, een kwalificatiewedstrijd voor de Afrika Cup 2023, werd gespeeld op 8 september 2023 in Marrakesh (Marokko).

## Wedstrijden
| № | Plaats       | Datum            | Competitie                   | Wedstrijd                | Uitslag |
| - | ------------ | ---------------- | ---------------------------- | ------------------------ | ------- |
| 1 | Nelspruit    | 17 januari 2013  | Vriendschappelijk            | Swaziland − Burkina Faso | 0 − 3   |
| 2 | Nelspruit    | 10 januari 2015  | Vriendschappelijk            | Burkina Faso − Swaziland | 5 − 1   |
| 3 | Johannesburg | 7 juni 2022      | Afrika Cup 2023 kwalificatie | Swaziland − Burkina Faso | 1 − 3   |
| 4 | Marrakesh    | 8 september 2023 | Afrika Cup 2023 kwalificatie | Burkina Faso − Swaziland | 0 − 0   |

## Samenvatting
| Competitie              | Totaal gespeeld | Winst Burkina Faso | Gelijk | Winst Swaziland | Doelsaldo Burkina Faso – Swaziland |
| ----------------------- | --------------- | ------------------ | ------ | --------------- | ---------------------------------- |
| Afrika Cup-kwalificatie | 2               | 1                  | 1      | 0               | 3 − 1                              |
| Vriendschappelijk       | 2               | 2                  | 0      | 0               | 8 − 1                              |
| Totaal                  | 4               | 3                  | 1      | 0               | 11 – 2                             |

Wedstrijden bepaald door strafschoppen worden, in lijn met de FIFA, als een gelijkspel gerekend.